# Staktabsh
Staktabsh /= forest people/, jedno od plemena ili bandi Salishan Indijanaca s rezervata Tulalip u Washingtonu.Ovdje ih je zabilježio Mallet (u Ind. Aff. Rep. 198, 1877.), indijanski agent rezervata Tulalip. Ime je dano (Hodge) od obalnih plemena onima u unutrašnjosti.